# Religionskrig

Trettioåriga kriget beskrivs ofta som religionskrig.

Religionskrig eller heligt krig kallas ett krig där religion är en stor orsak till att den väpnade konflikten uppstår. Hugenottkrigen, korståg, reconquista och Trettioåriga kriget kan ses som historiska exempel. Krigen är vanligtvis sanktionerade av religiösa ledare eller urkunder.
Krig som i grunden har icke-religiös orsak beskrivs ibland i religiösa termer, till exempel Konflikten i Nordirland där parterna (engelska kolonisatörer mot irländsk ursprungsbefolkning) i media ofta betecknas som protestanter respektive katoliker, även om andra menar att det i grunden är en konflikt mellan två folk.

## Historik
Tanken på det ”heliga kriget” är framträdande i Gamla testamentet, men i Nya testamentet avvisas våld som metod för att utvidga Guds rike. Något entydigt avvisande av krigstjänst finns emellertid inte, och i den gamla kyrkan liksom senare var meningarna delade.
I och med att kristendomen på 300-talet gjordes till statsreligion blev frågan akut. Augustinus’ för framtiden viktiga bidrag var att skilja mellan orättfärdigt och rättfärdigt krig, där motiv och syfte var avgörande. Därmed kunde också knytas an till Gamla testamentets heliga krig för att värna kristenheten och även utbreda kristendomen.
I och med islams uppkomst på 600-talet följde långvariga religionskrig. Det heliga kriget var en central tanke i islam och ledde till erövringar under 600-800-talen. De kristna s.k. korstågen 1096-1270 hade ursprungligen motivet att befria Jerusalem och Det heliga landet.
Benämningen korståg användes under medeltiden också om expeditioner för att med våld omvända hedniska folk, såsom slaverna i Östeuropa samt folken i de baltiska länderna och Finland.
En annan form av religionskrig förde romersk-katolska kyrkan mot kättarrörelser, t.ex. utrotningskriget mot albigenserna i Frankrike 1209-29, de hårda striderna mot husiterna 1419 och hugenottförföljelserna i Frankrike med den blodiga Bartolomeinatten 1572.
Under medeltiden framhävdes de religiösa motiven starkt, även om också ekonomiska intressen och politiska frågor spelade sin roll. Perioden från reformationen i början av 1500-talet fram till westfaliska freden 1648, som kännetecknas av kriget mellan protestanter och katoliker i Europa, har kallats ”religionskrigens tidevarv”. I 30-åriga kriget 1618-48 deltog ett flertal av Europas stater, däribland Sverige. Kriget utvecklade sig dock till att allt mer gälla politiska frågor, där det katolska Frankrike stod på samma sida som det protestantiska Sverige.
Alltsedan reformationstiden har det funnits en särtradition, enligt vilken krig och krigstjänst och i all synnerhet religionskrig är oförenliga med kristendomen. Först i modern tid har emellertid den uppfattningen fått bredare förankring i kristna kyrkor.

## Religion och krig
Även krig som i grunden inte är religionskrig innehåller ibland religiösa inslag, såsom präster som önskar lycka med slagskeppen. Religionsskillnader kan också förvärra konflikter och krig som utkämpas av andra orsaker, medan gemensam kultur och religion inte är ett hinder mot krig men kan minska riskerna. Historiska tempel förstörs ibland av militär för att sänka moralen hos motståndaren.